# Conceição do Jacuípe
Conceição do Jacuípe es un municipio brasileño del estado de Bahía conocido también como Berimbau, localizado en la región metropolitana de Feria de Santana. Su población es de 30.123 habitantes según el censo (IBGE,2010). El municipio es conocido por ser uno de los mayores centros de las fiestas de São João de la Bahía.